# Liste der Stolpersteine in Miltenberg

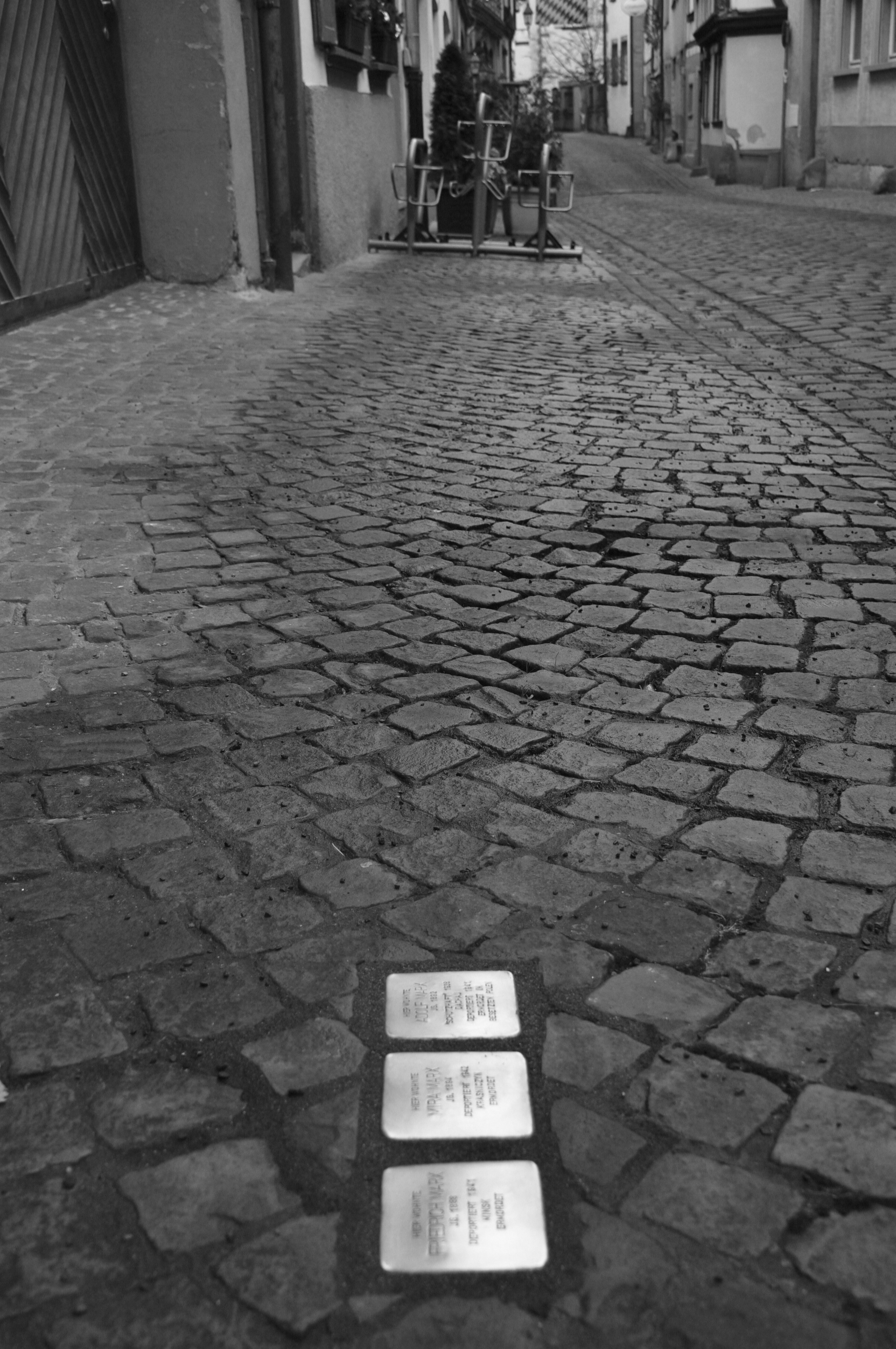
Stolpersteine in Miltenberg

Die Liste der Stolpersteine in Miltenberg beschreibt besondere Pflastersteine in Gehwegen, die an die Opfer der nationalsozialistischen Diktatur in der Stadt Miltenberg in Unterfranken, Bayern, erinnern sollen. Die Stolpersteine wurden vom Künstler Gunter Demnig konzipiert und werden von ihm in fast ganz Europa verlegt.

## Verlegte Stolpersteine
In Miltenberg wurden bis Ende 2020 insgesamt 44 Stolpersteine an siebzehn Adressen verlegt.
Die Tabelle ist teilweise sortierbar; die Grundsortierung erfolgt alphabetisch nach dem Familiennamen des Opfers.
| Stolperstein | Inschrift | Verlegeort                                | Name, Leben |
| ------------ | --- | ----------------------------------------- | --- |
|              | HIER WOHNTE CLEMENTINE BÖTTIGHEIMER JG. 1875 DEPORTIERT 1942 THERESIENSTADT ERMORDET IN TREBLINKA                                                         | Hauptstraße 89                            | Clementine Böttigheimer wurde am 2. November 1875 in Miltenberg geboren. Sie musste ihre Heimatstadt verlassen und fand Zuflucht im Krankenhaus der Israelitischen Gemeinde in Frankfurt am Main, welches sich in der Gagernstraße 36 befand. Am 18. August 1942 wurde sie mit dem siebenten Deportationszug aus Frankfurt am Main in das Konzentrationslager Theresienstadt deportiert. Am 23. September 1942 wurde sie in das Vernichtungslager Treblinka überstellt und noch am selben Tag in einer Gaskammer ermordet. Ihre Transportnummer war Bq-1366. |
|              | HIER WOHNTE FLORA DAHLHEIMER GEB. KAHN JG. 1897 DEPORTIERT 1941 ŁODZ / LITZMANNSTADT ERMORDET SEPT. 1942 CHELMNO / KULMHOF                                | Hauptstraße 68                            | Flora Dahlheimer geb. Kahn wurde am 11. August 1897 in Schotten geboren. Ihr Vater war der Kaufmann Lion Kahn (geboren 1867) und Lina geb. Stein . Am 30. November 1925 heiratete sie in Schotten Wolfgang Dahlheimer (geboren 1889 in Miltenberg). Das Paar hatte einen Sohn, Martin (geboren 1931 in Miltenberg). Die Familie wurde verhaftet und deportiert. Flora Dahlheimer wurde im September 1942 im Vernichtungslager Kulmhof ermordet. Ihr Ehemann wurde am 3. Dezember 1942 im Ghetto Litzmannstadt ermordet, ihr Sohn wurde in der zweiten Jahreshälfte 1944 in Kulmhof ermordet. Ihr Vater wurde 1942 nach Theresienstadt deportiert und konnte überleben, er wanderte 1946 in die USA, New York, aus. |
|              | HIER WOHNTE LEOPOLD DAHLHEIMER JG. 1885 DEPORTIERT 1941 ŁODZ / LITZMANNSTADT ERMORDET 12.3.1942                                                           | Hauptstraße 68                            | Leopold Dahlheimer wurde am 21. Juni 1885 in Miltenberg geboren. Seine Eltern waren Israel Dahlheimer (1850–1933) und Clara geb. Cohn (1853–1933). Er hatte drei ältere Schwestern, Johanna (geboren 1881), Frieda (geboren 1882) und Berta (geboren 1884), sowie einen jüngeren Bruder, Wolfgang (geboren 1889). Er war Kaufmann und führte ein Geschäft für Öle, Fette und Seife. Am 13. August 1922 heiratete er in Aschaffenburg Rosa Solinger. Am 14. Dezember 1925 wurde die Ehe vom Landgericht Aschaffenburg für nichtig erklärt. Am 18. Juli 1939 zog er nach Frankfurt am Main. Etwas mehr als zwei Jahre später, am 20. Oktober 1941 wurde er in das Ghetto Litzmannstadt verschleppt. Leopold Dahlheimer verlor dort am 12. März 1942 sein Leben. Alle Geschwister wurden ebenso vom NS-Regime ermordet – Johanna in Auschwitz, Berta und Wolfgang ebenfalls in Litzmannstadt und Frieda verlor ihr Leben wahrscheinlich in Minsk. |
|              | HIER WOHNTE MARTIN DAHLHEIMER JG. 1931 DEPORTIERT 1941 ŁODZ / LITZMANNSTADT ERMORDET 1944 CHELMNO / KULMHOF                                               | Hauptstraße 68                            | Martin Dahlheimer wurde am 12. Mai 1931 in Miltenberg geboren. Seine Eltern waren Wolfgang Dahlheimer und Flora geb. Kahn. Er war ein Einzelkind. Sein Vater führte ein Geschäft für Fette, Öle und Seifen, die vor Ort und ambulant verkauft wurden. Am 17. Juli 1939 übersiedelte die Familie nach Frankfurt am Main. Sie bezogen Quartier in der Güntersburgallee 29/II. Die geplante Flucht in die Vereinigten Staaten scheiterte, obwohl bereits Schiffsplätze reserviert waren. Am 19. Oktober 1941, im Zuge der ersten Deportation aus Frankfurt/Main, wurden Martin Dahlheimer und seine Eltern in das Ghetto Litzmannstadt (Łódź) verschleppt. Seine Mutter wurde im September 1942 im Vernichtungslager Kulmhof, sein Vater am 3. Dezember 1942 in Litzmannstadt ermordet. Eineinhalb Jahre später, am 29. Juni 1944 wurde auch Martin Dahlheimer im Vernichtungslager Kulmhof vom NS-Regime ermordet. |
|              | HIER WOHNTE ROSA DAHLHEIMER GEB. SOLINGER JG. 1895 PATIENTIN IN MICHELFELD TAUBSTUMMENANSTALT 'VERLEGT' 20.9.1940 HARTHEIM ERMORDET 20.9.1940 'AKTION T4' | Hauptstraße 68                            | Rosa Dahlheimer geb. Solinger wurde am 8. Juni 1895 in Aschaffenburg geboren. 1911 wohnte sie drei Monate lang in Weinheim und war dort als Lehrmädchen tätig. Am 13. August 1922 heiratete sie in Aschaffenburg Leopold Dahlheimer. Trauzeugen waren der Kommissionär Siegmund Schafheimer und der Metzgermeister Isidor Strauß. Nach der Hochzeit wohnte sie eine Zeit lang in Miltenberg. Am 14. Dezember 1925 wurde die Ehe vom Landgericht Aschaffenburg für nichtig erklärt. In der Folge war sie in der Taubstummenanstalt Michelfeld untergebracht. Von 14. bis 20. September 1940 ist ein Aufenthalt in der Heil- und Pflegeanstalt Eglfing (Haar) verzeichnet. Am 20. September 1940 wurde sie in die Tötungsanstalt Hartheim „verlegt“ und noch am selben Tag dort ermordet. Ihr Ex-Ehemann wurde 1942 in Łódź ermordet. |
|              | HIER WOHNTE WOLFGANG DAHLHEIMER JG. 1889 DEPORTIERT 1941 ŁODZ / LITZMANNSTADT ERMORDET 3.12.1942                                                          | Hauptstraße 68                            | Wolfgang Dahlheimer wurde am 22. November 1889 in Miltenberg geboren. Seine Eltern waren Israel Dahlheimer (1850–1933) und Clara geb. Cohn (1853–1933). Er hatte einen Bruder, Leopold, geboren 1885, und drei Schwestern, Johanna, Frieda und Berta. Die Familie Dahlheimer besaß ein Geschäft für Fette, Öle und Seifen, die vor Ort und ambulant verkauft wurden. Am 30. November 1925 heiratete er in Schotten Flora Kahn. Das Paar hatte einen Sohn, Martin, geboren 1931 in Miltenberg. Wolfgang Dahlheimer war von 1926 bis 1933 Kassier und von 1934 bis 1939 Vorsitzender der Israelitischen Kultusgemeinde Miltenberg. Am 17. Juli 1939 übersiedelte die Familie verfolgungsbedingt nach Frankfurt am Main. Sie bezogen Quartier in der Güntersburgallee 29/II. Die geplante Flucht in die Vereinigten Staaten scheiterte, obwohl bereits die Schiffsplätze reserviert waren. Am 19. Oktober 1941, im Zuge der ersten Deportation aus Frankfurt/Main, wurden Wolfgang Dahlheimer und seine Angehörigen in das Ghetto Litzmannstadt (Łódź) verschleppt. Dort verlor Wolfgang Dahlheimer am 3. Dezember 1942 ermordet. Frau und Sohn wurden vom NS-Regime im Vernichtungslager Kulmhof (Chelmno) ermordet. Sein Bruder Leopold wurde 1942 ebenfalls in Łódź ermordet, dessen frühere Ehefrau, Rosa geb. Solinger, wurde am 20. September 1940 in der Tötungsanstalt Hartheim ermordet. Eine seiner Schwestern, Johanna Falkenstein, wurde in München verhaftet, deportiert und am 13. März 1943 in Auschwitz ermordet. Eine weitere Schwester, Frieda Stargardter, wurde gemeinsam mit ihrem Ehemann Adolf von Frankfurt/Main in das Ghetto Minsk verschleppt und wahrscheinlich dort ermordet. Ebenfalls in Łódź ermordet wurden eine weitere Schwester, Berta Heymann, und deren Ehemann Lyon. |
|              | HIER WOHNTE RUDOLF FALK JG. 1919 DEPORTIERT 1942 GHETTO WARSCHAU ERMORDET                                                                                 | Hauptstraße 138                           | Rudolf Falk wurde am 20. November 1919 geboren. Er war körperlich behindert. Seine Eltern waren der Kaufmann Karl Falk und Johanna geb. Hirsch. Er hatte eine Schwester, Edith, geboren 1911. Der Vater führte eine Zigarrenhandlung und daneben eine Reiseagentur für die Schifffahrtslinie Lloyd. Die Mutter verstarb bereits am 29. August 1923 und wurde am Jüdischen Friedhof von Miltenberg bestattet. Sein Vater heiratete ein zweites Mal. Aus dieser Ehe stammten zwei Halbgeschwister, Lothar und Johanna. Als einziger seiner Familie erhielt Rudolf Falk wegen seiner Behinderung kein Visum für die USA. Er wurde deportiert und ermordet. Im Gedenkbuch des Bundesarchivs ist vermerkt, er sei von Beelitz über Magdeburg, Berlin und Potsdam – am 14. April 1942 – in das Warschauer Ghetto deportiert worden. In mehreren Quellen wird auch das SS-Ausbildungs- und Arbeitslager Trawniki als Deportationsort genannt. Rudolf Falk wurde an einem unbekannten Ort zu einem unbekannten Zeitpunkt vom NS-Regime ermordet. Vater, Geschwister und Stiefmutter konnten im Januar 1936 mit der MS Columbus in die Vereinigten Staaten emigrieren und dort die Shoah überleben. |
|              | HIER WOHNTE ELIAS FRIED JG. 1875 DEPORTIERT 1942 KRASNICZYN ERMORDET                                                                                      | Hauptstraße 89                            | Elias Fried wurde am 24. Mai 1875 in Espa geboren. Er war Kaufmann und verheiratet mit Emilie geb. Levi aus Ahrweiler. Das Ehepaar wurde am 25. April 1942 von Würzburg aus nach Krasnystaw deportiert. Elias Fried und seine Frau wurden im Raum Lublin ermordet. |
|              | HIER WOHNTE EMILIE FRIED GEB. LEVI JG. 1878 DEPORTIERT 1942 KRASNICZYN ERMORDET                                                                           | Hauptstraße 89                            | Emilie Fried, geborene Levi, wurde am 27. Dezember 1878 in Ahrweiler geboren. Sie war verheiratet mit dem Kaufmann Elias Fried aus Espa. Das Ehepaar wurde am 25. April 1942 von Würzburg aus nach Krasnystaw deportiert. Emilie Fried und ihr Mann wurden im Raum Lublin ermordet. |
|              | HIER WOHNTE HERMANN FROMM JG. 1878 DEPORTIERT 1942 IZBICA ERMORDET                                                                                        | Hauptstraße 113                           | Hermann Fromm wurde am 10. Oktober 1878 in Großlangheim geboren. 1910 zog er nach Miltenberg und eröffnete ein Geschäft für Woll- und Weißwaren in der Hauptstraße 246 (heute 113). 1911 verkaufte er ein Haus in Mönchberg an Pius Eilbacher, der dort eine Gemischtwarenhandlung einrichtete. Fromm heiratete Friederike Rice Löb. Das Ehepaar hatte zwei Kinder, Max und Erna Babette. Verfolgungsbedingt übersiedelte das Ehepaar am 28. August 1940 nach Frankfurt am Main, wo sie am Bäckerweg 9 Unterkunft fanden. Es handelte sich um eine Sammelunterkunft für Juden, die dem Verfolgungsdruck in Dörfern und Kleinstädten entgehen wollten. Hermann Fromm wurde im Mai 1942 in das Ghetto Izbica deportiert. Er hat die Shoah nicht überlebt. Im Rahmen der amtlichen Toterklärung wurde sein Todesdatum mit 8. Mai 1945 festgesetzt, dem Tag des Inkrafttretens der bedingungslosen Kapitulation Deutschlands. Sein Sohn Max Fromm, dessen Ehefrau Alice und der einjährige Sohn Gerson wurden vom NS-Regime in Raasiku ermordet. Alice und Gerson Fromm im September 1942, Max Fromm 1944. Seine Tochter konnte die Shoah überleben, sie lebte nach dem Untergang des NS-Regimes in den USA. |
|              | HIER WOHNTE ABRAHAM HESS JG. 1895 DEPORTIERT 1941 RIGA ERMORDET                                                                                           | Mainstraße 57                             | Abraham Heß wurde am 5. Juli 1895 in der unterfränkischen Marktgemeinde Geroda (Landkreis Bad Kissingen) geboren. Nach der Volksschule absolvierte er von 1912 bis 1915 Ausbildungen an der Israelitischen Präparandenschule von Burgpreppach und an der Israelitischen Lehrerbildungsanstalt von Würzburg. Danach wirkte er als Religionslehrer, Vorbeter und Schächter in der jüdischen Gemeinde von Völkersleier. Im Ersten Weltkrieg wurde er eingezogen. 1920 wurde er als Lehrer, Vorbeter und Seelsorger nach Miltenberg gerufen. Am 10. März 1922 heiratete er in Thüngen Nathalia Freudenberger, genannt Nanny, die aus Memmelsdorf stammte. Das Paar hatte zwei Kinder: Bella Berta (geb. 1923) und Siegfried (geb. 1930), genannt Sally. Die Familie wohnte in der Lehrerwohnung im Haus der Neuen Synagoge in der Mainstraße 57. In der Pogromnacht im November 1938 wurden Synagoge und Lehrerwohnung völlig zerstört. Abraham Heß, seine Frau und Kinder verließen daraufhin die Stadt. In Würzburg fand er im März 1939 Anstellung an der Jüdischen Volks- und Berufsschule und Unterschlupf auch für seine Familie. Bis zur Deportation musste die Familie in einem „jüdischen Sammelhaus“ in der Bibrastraße 6 wohnen, in sehr beengten Verhältnissen. Auswanderungsversuche in die USA scheiterten. Am 29. November 1941 wurde die ganze Familie in das KZ Jungfernhof verschleppt. Dort wurden Abraham Heß, seine Frau und seine Kinder vom NS-Regime ermordet. |
|              | HIER WOHNTE BELLA HESS JG. 1923 DEPORTIERT 1941 RIGA ERMORDET                                                                                             | Mainstraße 57                             | Bella Berta Heß wurde am 27. September 1923 in Miltenberg geboren. Ihre Eltern waren Abraham Heß und Nathalia geb. Freudenberger. Sie hatte einen Bruder, Siegfried (geb. 1930), der Sally genannt wurde. Sie besuchte die Wirtschaftliche Frauenschule auf dem Land in Wolfratshausen, die vom Jüdischen Frauenbund getragen wurde. In der Pogromnacht wurde die elterliche Wohnung in Miltenberg vollkommen zerstört. In der Folge wurde auch ihre Schule geschlossen. Gemeinsam mit den Eltern und ihrem Bruder musste sie in einem „jüdischen Sammelhaus“ in der Bibrastraße 6 von Würzburg wohnen. Dort musste die Familie unter beengten und primitiven Verhältnissen hausen. Versuche, in die USA auszuwandern, erschienen anfangs erfolgversprechend, letztlich scheiterten sie jedoch. Am 29. November 1941 wurde Bella Berta Heß mit ihren Eltern und ihrem Bruder in das KZ Jungfernhof verschleppt. Dort wurde die Familie im Zuge der Shoah ermordet. |
|              | HIER WOHNTE NANNY HESS GEB. FREUDENBERGER JG. 1896 DEPORTIERT 1941 RIGA ERMORDET 24.8.1943                                                                | Mainstraße 57                             | Nathalia Anny Heß geb. Freudenberger, genannt Nanny, wurde am 14. August 1896 in Memmelsdorf in Unterfranken geboren. Sie entstammte einer Lehrerfamilie, wurde ebenfalls Lehrerin und heiratete einen Lehrer. Ihre Eltern waren Siegfried Freudenberger (1865–1936) und Rika geb. Hecht (geb. 1870). Sie wuchs in den oberfränkischen Gemeinden Memmelsdorf in Unterfranken und Reckendorf auf, wo ihr Vater als Oberlehrer an jüdischen Volksschulen tätig war. Sie hatte drei Geschwister, Else Charlotte (1898–1936), Rudolf (1893–1961) und Max (geboren 1901). Am 10. März 1922 heiratete sie in Thüngen Abraham Heß. Ihr Mann fand Arbeit in Miltenberg, wo sie sich niederließen und wo beide Kinder geboren wurden, Bella Berta (geb. 1923) und Siegfried (geb. 1930), genannt Sally. Die Familie wohnte in der Lehrerwohnung im Haus der Neuen Synagoge in der Mainstraße 57. In der Pogromnacht im November 1938 wurden Synagoge und Lehrerwohnung völlig zerstört. Nanny Heß und ihre Familie verließen daraufhin die Stadt. Sie flüchteten nach Würzburg, wo ihre Eltern bereits seit 1930 lebten. Ihr Mann und sie fanden Arbeit an der örtlichen Jüdischen Volks- und Berufsschule. Später musste die Familie in einem „jüdischen Sammelhaus“ in der Bibrastraße 6 wohnen, in sehr beengten Verhältnissen. Auswanderungsversuche in die USA scheiterten. Am 29. November 1941 wurde die ganze Familie in das KZ Jungfernhof verschleppt. Dort wurden Nathalia Heß, ihr Ehemann und die gemeinsamen Kinder vom NS-Regime ermordet. Bekannt ist nur ihr Todesdatum, der 24. August 1943. Ihre Mutter konnte die Shoah überleben, sie emigrierte im Januar 1939 nach Zürich und feierte ihren 90. Geburtstag in New York. Die Schwester konnte rechtzeitig nach Buenos Aires emigrieren, der ältere Bruder nach New York. |
|              | HIER WOHNTE SIEGFRIED HESS JG. 1930 DEPORTIERT 1941 RIGA ERMORDET                                                                                         | Mainstraße 57                             | Siegfried Heß, genannt Sally, wurde am 16. November 1930 in Miltenberg geboren. Seine Eltern waren Abraham Heß, ein Lehrer und Vorbeter, und Nathalia geb. Freudenberger. Er hatte eine Schwester, Bella Berta (geb. 1923), die in den 1930er Jahren die Wirtschaftliche Frauenschule auf dem Land in Wolfratshausen besuchte. In der Pogromnacht wurde die Wohnung der Familie im Gebäude der Neuen Synagoge von Miltenberg vollkommen zerstört. In der Folge wurde auch die Schule seiner Schwester geschlossen. Gemeinsam mit seinen Eltern und seiner Schwester musste er in sehr beengten Verhältnissen in einem „jüdischen Sammelhaus“ in der Bibrastraße 6 von Würzburg hausen. Versuche, in die USA auszuwandern, erschienen anfangs erfolgversprechend, letztlich scheiterten sie jedoch. Am 29. November 1941 wurde Siegfried Heß mit seinen Eltern und seiner Schwester in das KZ Jungfernhof verschleppt. Dort wurde die Familie im Zuge der Shoah ausgerottet. |
|              | HIER WOHNTE BERTA HEYMANN GEB. DAHLHEIMER JG. 1884 DEPORTIERT ERMORDET IN ŁODZ / LITZMANNSTADT                                                            | Mainstraße 141                            | Berta Heymann geb. Dahlheimer wurde am 17. Mai 1884 in Miltenberg geboren. Ihre Eltern waren Israel Dahlheimer (1850–1933) und Clara geb. Cohn (1853–1933). Sie hatte zwei Schwestern und zwei Brüder, Johanna (geb. 1881), Frieda (geb. 1882) Leopold (geb. 1885) und Wolfgang (geb. 1889). Am 8. Juli 1921 heiratete sie Leon Heymann, geboren am 8. Mai 1883 in Laufenselden. Die Ehe blieb kinderlos. Im Juli 1939 musste das Ehepaar Miltenberg verfolgungsbedingt verlassen. Sie übersiedelten nach Frankfurt am Main. Gemeinsam mit ihrem Mann wurde sie in das Ghetto Litzmannstadt deportiert. Berta Heymann und Leon Heymann wurden vom NS-Regime ermordet. Auch alle Geschwister und deren Ehepartner wurden vom NS-Regime ermordet – Johanna in Auschwitz, Frieda in Minsk, Leopold und Wolfgang in Łódź. |
|              | HIER WOHNTE LEON HEYMANN JG. 1883 DEPORTIERT 1942 ERMORDET IN ŁODZ / LITZMANNSTADT                                                                        | Mainstraße 141                            | Leon Heymann wurde am 8. Mai 1883 in Laufenselden geboren. Er war Kaufmann und heiratete am 8. Juli 1921 Berta Dahlheimer. Die Ehe blieb kinderlos. Im Juli 1939 musste das Ehepaar Miltenberg verfolgungsbedingt verlassen. Sie übersiedelten nach Frankfurt am Main und wurden in der Folge in das Ghetto Litzmannstadt deportiert. Leon Heymann und seine Frau wurden vom NS-Regime ermordet. |
|              | HIER WOHNTE CAROLINA HOFMANN GEB. SCHLOSS JG. 1863 DEPORTIERT 1942 THERESIENSTADT ERMORDET 27.9.1942                                                      | Hauptstraße 147                           | Carolina Hofmann geb. Schloß wurde am 20. März 1863 in Gemünden am Main geboren. Im Gedenkbuch des Bundesarchivs sind die Vornamen Cornelie, Cornelia vermerkt. Ihre Eltern waren Wolfberg Schloß aus Gemünden und Karolina geb. Angermann aus Altenkunstadt. Sie hatte zumindest eine Schwester, Bertha, später verehelichte Mannheimer. Sie lebte in Nürnberg und hielt sich nur kurz im Jahr 1940 bei ihrer Schwester auf. Sie wurde verhaftet, nach Theresienstadt deportiert und dort am 27. September 1942 ums Leben gebracht. |
|              | HIER WOHNTE NANNI KLINGENSTEIN VERH. HIRSCH JG. 1868 DEPORTIERT 1942 THERESIENSTADT ERMORDET 21.5.1943                                                    | Hauptstraße 213                           | Nanni Klingenstein, verheiratete Hirsch, wurde am 5. Dezember 1868 in Miltenberg geboren. Ihre Eltern waren der Buchbindermeister Wolf Benjamin Klingenstein (1830-1902) und dessen zweite Frau, Zertel (Sophie), geborene Heimann (geboren 1833). Sie hatte neun Geschwister, wovon eines tot geboren wurde sowie den Bruder Siegmund (geboren 1872), bei dem sie zeitweise wohnte. Sie wurde am 8. September 1942 von Berlin nach Theresienstadt deportiert. Nanni Hirsch wurde dort am 21. Mai 1943 ermordet. Ihr Bruder Siegmund Klingenstein wurde 1942 in Ghetto Litzmannstadt ermordet. |
|              | HIER WOHNTE SIEGMUND KLINGENSTEIN JG. 1872 DEPORTIERT 1941 ŁODZ / LITZMANNSTADT ERMORDET 8.5.1942                                                         | Hauptstraße 213                           | Siegmund Klingenstein wurde am 17. November 1872 in Miltenberg geboren. Seine Eltern waren der Buchbindermeister Wolf Benjamin Klingenstein (1830-1902) und dessen zweite Frau, Zertel (Sophie), geborene Heimann (geboren 1833). Er hatte neun Geschwister, wovon eines tot geboren wurde sowie die Schwester Nanni (geboren 1868). Er war wahrscheinlich mit Laura, geborene Schloss (geboren am 6. Dezember 1880 in Osthofen) verheiratet. Zeitweise nahm er seine Schwester Nanni in seiner Wohnung in Miltenberg auf. Siegmund Klingenstein und seine Frau wurden zum Verlassen der Stadt gezwungen und in der Beethovenstraße 40 in Frankfurt am Main, in einem sogenannten Ghettohaus, einquartiert. Von dort aus wurden sie am 20. Oktober 1941 in das Ghetto Litzmannstadt deportiert und ermordet. Siegmund Klingenstein am 8. Mai 1942, seine Frau zu einem unbekannten Zeitpunkt. Seine Schwester Nanni Klingenstein wurde 1942 nach Theresienstadt deportiert und 1943 dort ermordet. |
|              | HIER WOHNTE MARCUS LINDHEIMER JG. 1884 EINGEWIESEN MEHRERE HEILANSTALTEN 'VERLEGT' 30.6.1941 HEILANSTALT ERLANGEN ERMORDET 2.1.1943                       | Hauptstraße 187 (vormals Hauptstraße 362) | Marcus Lindheimer wurde am 12. September 1884 in Miltenberg geboren. Seine Eltern waren Emanuel Lindheimer und dessen dritte Ehefrau Anna geb. Winerl. Er war deren drittes gemeinsames Kind, insgesamt hatte er vierzehn Geschwister. Ulrich Debler und Harald Köhler befassten sich mit der Familiengeschichte. Marcus Lindheimer wurde zu einem unbekannten Zeitpunkt in die Heil- und Pflegeanstalt Eberswalde eingewiesen. Später lebte er in den Nervenheilanstalten Gremsdorf und Erlangen. Er verlor am 2. Januar 1943 in Erlangen sein Leben, mutmaßlich durch Verhungern. |
|              | HIER WOHNTE BERTA MANNHEIMER GEB. SCHLOSS JG. 1875 DEPORTIERT 1942 THERESIENSTADT ERMORDET 6.5.1943                                                       | Hauptstraße 147                           | Berta Mannheimer geb. Schloß wurde am 2. November 1875 in Gemünden am Main geboren. Ihre Eltern waren Wolf Bär Schloß aus Gemünden und Karolina geb. Angermann aus Altenkunstadt. Sie hatte zumindest eine Schwester, Carolina, später verehelichte Hofmann. 1899 heiratete sie den Kaufmann Josef Mannheimer (1859–1926). Das Paar hatte zwei Kinder, Leo Wilhelm (geboren am 26. April 1900) und Theodora (geboren am 30. April 1902). Sie bauten ein Manufaktur- und Modewarengeschäft in Miltenberg auf. Die Kinder verließen früh das Haus und heirateten. Am 10. April 1931 wurde in Frankfurt am Main ihr Enkelsohn geboren, Felix Mannheimer, der später als Felix Mann ein bekannter englischer Akupunkteur werden sollte. Nach dem Tod des Ehemannes 1926 lebte Berta Mannheimer gemeinsam mit ihrer langjährigen Köchin Lina Seus, der sie später das Haus schenkte, Mannheimer hatte aber lebenslanges Wohnrecht. Da ihre Kinder bereits ausgewandert waren, wollte auch Berta Mannheimer emigrieren. Der Kriegsbeginn 1939 vereitelt ihre Bemühungen, weder in die USA zu ihrer Tochter kam sie, noch nach Kuba. 1939 musste sie ihr Haus in der Hauptstraße Nr. 147 räumen und wurde im sogenannten Judenasyl von Miltenberg untergebracht. Dort hielt sie sich in der Nacht auf, tagsüber lebte sie in ihrem alten Haus, Line Seus wurde noch immer mit 40 Mark monatlich entlohnt für ihre Dienste. 1941 wurde Mannheimer denunziert, weil sie von einem befreundeten Kaufmann etwas Likör erworben hatte. Des Weiteren war es inzwischen Ariern verboten, Umgang mit Juden zu haben, Lina Seus und Berta Mannheimer wurden deswegen 1942 verhaftet. Seus wurde nach zwei Wochen wieder freigelassen mit der Drohung, dass weiterer Kontakt mit Juden zur Einweisung in ein Konzentrationslager führen würde. Des Weiteren sollte sie nun zu Arbeitsmaßnahmen eingeteilt werden. Auch Berta Mannheimer wurde wieder freigelassen, wenige Tage nach ihrer Haushaltshilfe, ebenfalls mit der Drohung, dass sie bei weiterem Kontakt in ein Konzentrationslager käme. Mannheimer war ab März 1942 im Jüdischen Altersheim von Würzburg untergebracht und wurde am 10. September 1942 in das KZ Theresienstadt verschleppt. Ebendort wurde siebzehn Tage später, am 27. September 1942, ihre Schwester ums Leben gebracht. Auch Berta Mannheimer wurde Opfer der Shoah, sie verlor am 6. Mai 1943 in Theresienstadt ihr Leben. Am Grabstein ihres Mannes ist auch eine Gedenkinschrift für Berta Mannheimer zu finden. Der Sohn und seine Familie konnten in England überleben. Der Sohn starb 1956, die Schwiegertochter 1985 und der Enkelsohn 2014. Die Tochter konnte in die USA flüchten. |
|              | HIER WOHNTE ADOLF MARX JG. 1892 'SCHUTZHAFT' 1938 DACHAU DEPORTIERT 1941 ERMORDET IM BESETZTEN POLEN                                                      | Hauptstraße 193                           | Adolf Marx, auch Adolph, |
|              | HIER WOHNTE FRIEDRICH MARX JG. 1888 DEPORTIERT 1941 MINSK ERMORDET                                                                                        | Hauptstraße 193                           | Friedrich Marx |
|              | HIER WOHNTE MIRA MARX JG. 1894 DEPORTIERT 1942 KRASNICZYN ERMORDET                                                                                        | Hauptstraße 193                           | Maria Anna Marx, auch Mira, |
|              | HIER WOHNTE MANFRED MORITZ JG. 1921 DEPORTIERT 1941 RIGA ERMORDET                                                                                         | Hauptstraße 162                           | Manfred Moritz |
|              | HIER WOHNTE OSKAR MORITZ JG. 1887 VERHAFTET 1933 DACHAU ENTLASSEN 1935 'SCHUTZHAFT' 1938 DACHAU DEPORTIERT 1942 KRASNICZYN ERMORDET                       | Hauptstraße 162                           | Oskar Moritz |
|              | HIER WOHNTE ROSA MORITZ GEB. KÖNIGSBERGER JG. 1892 DEPORTIERT 1942 KRASNICZYN ERMORDET                                                                    | Hauptstraße 162                           | Rosa Moritz geb. Königsberger |
|              | HIER WOHNTE PAULA NUSSBAUM GEB. CAHN JG. 1899 DEPORTATION SCHICKSAL UNBEKANNT                                                                             | Hauptstraße 154                           | Paula Nussbaum geb. Cahn |
|              | HIER WOHNTE HENNY OPPENHEIMER JG. 1935 DEPORTIERT 1943 ERMORDET IN AUSCHWITZ                                                                              | Mainstraße 59                             | Henny Oppenheimer |
|              | HIER WOHNTE MARTHA OPPENHEIMER VERH. MARTCZAK JG. 1919 DEPORTIERT 1943 ERMORDET IN AUSCHWITZ                                                              | Mainstraße 59                             | Martha Oppenheimer verh. Martczak |
|              | HIER WOHNTE WILHELM OPPENHEIMER JG. 1882 DEPORTIERT 1941 KOWNO FORT IX ERMORDET 25.11.1941                                                                | Mainstraße 59                             | Wilhelm Oppenheimer |
|              | HIER WOHNTE IDA SCHMIDT GEB. ROSENBAUM JG. 1876 GEDEMÜTIGT / ENTRECHTET FLUCHT IN DEN TOD 2.12.1941                                                       | Untere Walldürner Straße 8                | Ida Schmidt geb. Rosenbaum |
|              | HIER WOHNTE ADOLF SIMONS JG. 1861 DEPORTIERT 1942 THERESIENSTADT ERMORDET 29.6.1942                                                                       | Hauptstraße 89                            | Adolf Simons |
|              | HIER WOHNTE ERNA SIMONS GEB. FRIED JG. 1906 DEPORTIERT 1942 KRASNICZYN ERMORDET                                                                           | Hauptstraße 89                            | Erna Simons geb. Fried |
|              | HIER WOHNTE GERD GUSTAV SIMONS JG. 1936 DEPORTIERT 1942 KRASNICZYN ERMORDET 29.6.1942                                                                     | Hauptstraße 89                            | Gerd Gustav Simons |
|              | HIER WOHNTE JOSEFINE SIMONS GEB. MOSBACHER JG. 1862 DEPORTIERT 1942 THERESIENSTADT ERMORDET 4.4.1943                                                      | Hauptstraße 89                            | Josefine Simons geb. Mosbacher |
|              | HIER WOHNTE OTTO SIMONS JG. 1903 'SCHUTZHAFT' 1938 DEPORTIERT 1942 KRASNICZYN ERMORDET                                                                    | Hauptstraße 89                            | Otto Simons |
|              | HIER WOHNTE ADOLF STARGARDTER JG. 1881 'SCHUTZHAFT' 1938 GEFÄNGNIS MILTENBERG DEPORTIERT 1941 MINSK ERMORDET                                              | Hauptstraße 78                            | Adolf Stargardter wurde am 17. Dezember 1881 im pommerschen Liebenau geboren. Er hatte einen Zwillingsbruder, Julius. Seine Eltern waren Samuel Stargardter und Maria geb. Wohlgemuth. Er heiratete Frieda Dahlheimer, geboren am 23. Oktober 1882 in Miltenberg. Das Paar hatte fünf Kinder, Maria (geb. 1908), Leo (geb. 1910), Walter (geb. 1912), Rolf (geb. 1916) und Kurt (geb. 1921). Adolf Stargardter nahm am Ersten Weltkrieg teil und wurde mit dem Frontehrenkreuz ausgezeichnet. Das Ehepaar konnte nach der Machtergreifung Hitlers und der NSDAP allen Kindern die Flucht ermöglichen. Sie selbst blieben in Miltenberg, doch wurde Adolf Stargardter in Folge der sogenannten Reichskristallnacht im November 1938 verhaftet. Er wurde am 3. Dezember 1938 wieder frei gelassen. Verfolgungsbedingt mussten die Eheleute die Stadt am 18. Juli 1939 verlassen. Sie übersiedelten nach Frankfurt am Main und wurden von dort 1941 in das Ghetto Minsk verschleppt. Adolf Stargardter und seine Frau wurden vom NS-Regime ermordet, Ort und Zeitpunkt sind ungeklärt. Auch sein Zwillingsbruder und dessen Frau, Veronika geb. Frohwein, wurden vom NS-Regime ermordet, beide waren 1942 in das Ghetto Izbica deportiert worden. Die Shoah überleben konnten alle fünf Kinder von Adolf und Frieda Stargardter. |
|              | HIER WOHNTE FRIEDA STARGARDTER GEB. DAHLHEIMER JG. 1882 'SCHUTZHAFT' 1938 GEFÄNGNIS MILTENBERG DEPORTIERT 1941 MINSK ERMORDET                             | Hauptstraße 78                            | Frieda Stargardter geb. Dahlheimer wurde am 23. Oktober 1882 in Miltenberg geboren. Ihre Eltern waren Israel Dahlheimer (1850–1933) und Clara geb. Cohn (1853–1933). Sie hatte zwei Schwestern und zwei Brüder, Johanna (geb. 1881), Berta (geb. 1884) Leopold (geb. 1885) und Wolfgang (geb. 1889). Die Familie Dahlheimer besaß ein Geschäft für Fette, Öle und Seifen, die vor Ort und ambulant verkauft wurden. Sie heiratete Adolf Stargardter, geboren am 17. Dezember 1881 im pommerschen Liebenau. Das Paar hatte fünf Kinder, Maria (geb. 1908), Leo (geb. 1910), Walter (geb. 1912), Rolf (geb. 1916) und Kurt (geb. 1921). Das Ehepaar konnte nach der Machtergreifung Hitlers und der NSDAP allen Kindern die Flucht ermöglichen. Sie selbst blieben in Miltenberg, mussten jedoch die Stadt verfolgungsbedingt am 18. Juli 1939 verlassen. Sie zogen nach Frankfurt am Main und wurden von dort in das Ghetto Minsk verschleppt. Beide wurden vom NS-Regime ermordet, Ort und Zeitpunkt sind ungeklärt. Auch alle Geschwister und deren Gatten wurden vom NS-Regime ermordet – Johanna in Auschwitz, Berta, Leopold und Wolfgang in Łódź. Alle fünf Kinder konnten die Shoah überleben. |
|              | HIER WOHNTE IRMA IRENE ULLMANN GEB. SELIG JG. 1899 FLUCHT 1937 FRANKREICH INTERNIERT DRANCY DEPORTIERT 1942 ERMORDET IN AUSCHWITZ                         | Hauptstraße 110                           | Irma Irene Ullmann geb. Selig wurde am 27. Februar 1899 in Miltenberg geboren. Sie heiratete den Getreidehändler Sally Ullmann, geb. am 23. Dezember 1885 in Mannheim. Das Paar hatte zwei Kinder, Edith (geb. am 28. Mai 1926) und Erwin (geb. am 1. Juni 1928). Beide Kinder kamen in Mannheim zur Welt. Am 15. Juli 1937 flüchtete die Familie nach Frankreich. Dort wurden sie gefasst und in das Sammellager Drancy verschleppt. Es folgte am 11. September 1942 die Deportation in das Vernichtungslager Auschwitz. Irma Ullmann, ihr Ehemann und die Tochter sollen dort ermordet worden sein. Der Sohn, er nannte sich Erwin Claude Ullmann, konnte flüchten und die Shoah überleben. |
|              | HIER WOHNTE BETTY WEICHSEL JG. 1907 DEPORTIERT 1942 ERMORDET IM BESETZTEN POLEN                                                                           | Hauptstraße 150                           | Betty Weichsel wurde am 3. März 1907 in Rimbach (Odenwald) geboren. Ihre Eltern waren Simon Weichsel und Ernestine geb. Halle. Sie hatte zumindest einen Bruder, Julius, geboren 1915. Von 1926 bis 1932 lebte sie in Berlin. Die Familie musste im Juli 1939 aus Miltenberg flüchten, der Repressionsdruck war zu groß geworden. Sie übersiedelten nach Frankfurt am Main, wurden von dort drei Jahre später nach Osten deportiert. Wann und wo Betty Weichsel, ihre Eltern und ihr Bruder ermordet wurden, ist nicht bekannt. |
|              | HIER WOHNTE ERNESTINE WEICHSEL GEB. HALLE JG. 1877 DEPORTIERT 1942 ERMORDET IM BESETZTEN POLEN                                                            | Hauptstraße 150                           | Ernestine Weichsel geb. Halle wurde am 5. oder 6. November 1877 in Hardheim geboren. Ihre Eltern waren Emanuel Halle und Fanny geb. Sichel. Sie heiratete Simon Weichsel, geboren 1875. Das Paar hatte zumindest zwei Kinder, Betty, geboren 1907, und Julius, geboren 1915. Die Familie musste im Juli 1939 aus Miltenberg flüchten, der Repressionsdruck war zu groß geworden. Sie übersiedelten nach Frankfurt am Main und wurden von dort drei Jahre später nach Osten deportiert. Wann und wo Ernestine Weichsel, ihr Ehemann und ihre Kinder ermordet wurden, ist nicht bekannt. |
|              | HIER WOHNTE JULIUS WEICHSEL JG. 1915 DEPORTIERT 1942 ERMORDET IM BESETZTEN POLEN                                                                          | Hauptstraße 150                           | Julius Weichsel wurde am 9. Mai 1915 in Miltenberg geboren. Seine Eltern waren Simon Weichsel und Ernestine geb. Halle. Er hatte zumindest eine Schwester, Betty, geboren 1907. Ab Mai 1935 lebte er in Ulm. Die Familie musste im Juli 1939 aus Miltenberg flüchten und nach Frankfurt am Main übersiedeln. Auch Julius Weichsel übersiedelte dorthin. Drei Jahre später, 1942, wurde die Familie nach Osten deportiert. Wann und wo Julius Weichsel, seine Eltern und seine Schwester ermordet wurden, ist nicht bekannt. Die ganze Familie wurde vom NS-Regime im Zuge der Shoah ausgelöscht. |
|              | HIER WOHNTE SIMON WEICHSEL JG. 1875 SCHICKSAL UNBEKANNT                                                                                                   | Hauptstraße 150                           | Simon Weichsel wurde am 29. März 1875 in Rimbach im Landkreis Bergstraße geboren. Er war Kaufmann. Am 28. Mai 1906 heiratete er Ernestine, geb. Halle. Das Paar hatte zumindest zwei Kinder, Betty, geboren 1907, und Julius, geboren 1915. Die Familie musste verfolgungsbedingt am 11. Juli 1939 aus Miltenberg flüchten und nach Frankfurt am Main übersiedeln. Sie fanden dort Quartier am Baumweg 57/I. Wann er, seine Frau und seine Kinder deportiert und ermordet wurden, ist unbekannt, viele Akten der aus Frankfurt deportierten jüdischen Bürger wurden vernichtet. Im Gedenkbuch des Bundesarchivs findet sich folgender Eintrag über Simon Weichsel: „Verschollen in Polen“. Die ganze Familie wurde vom NS-Regime im Zuge der Shoah ausgelöscht. |

## Verlegungen
Typische Verlegesituationen in Miltenberg:

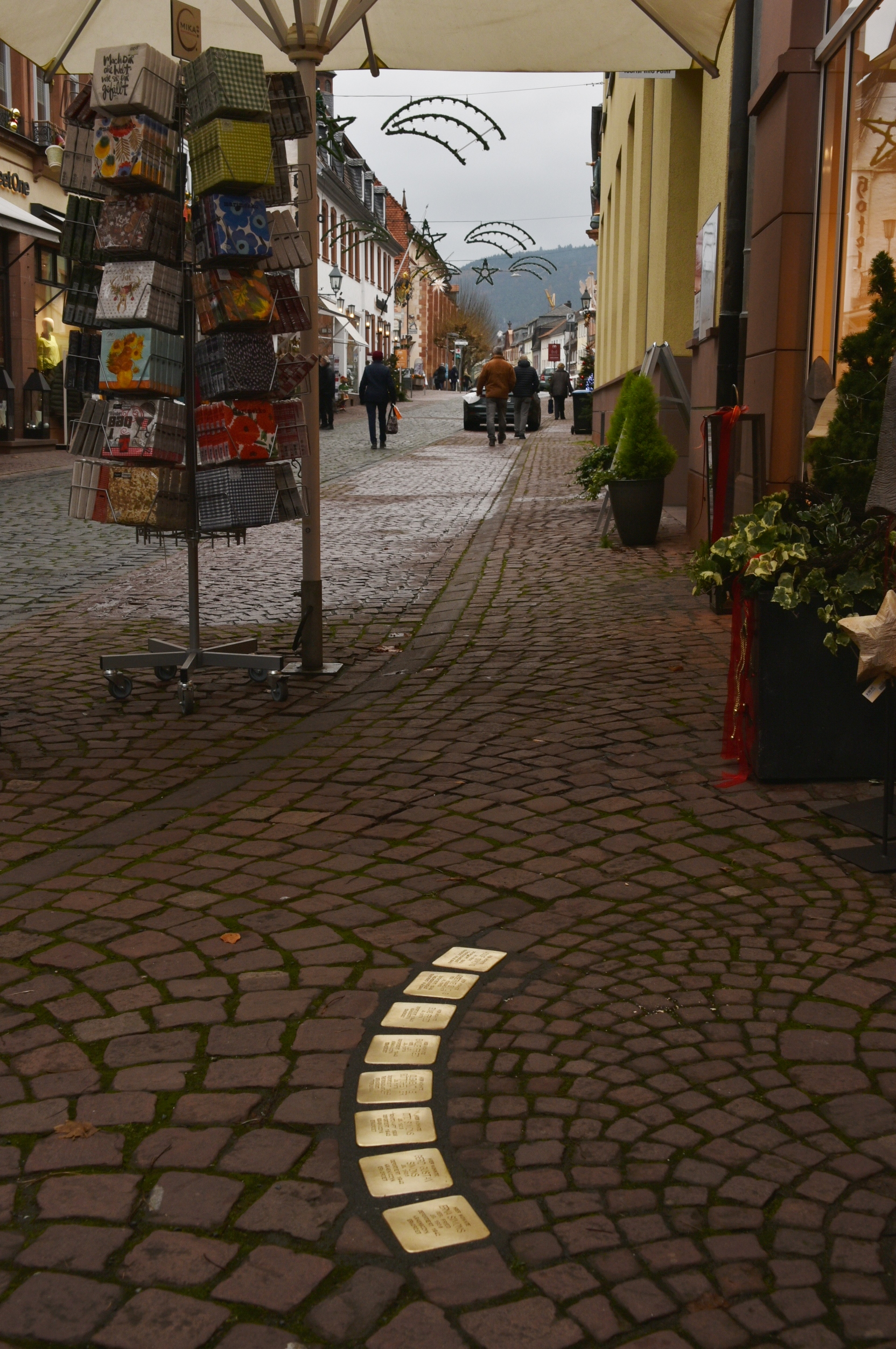
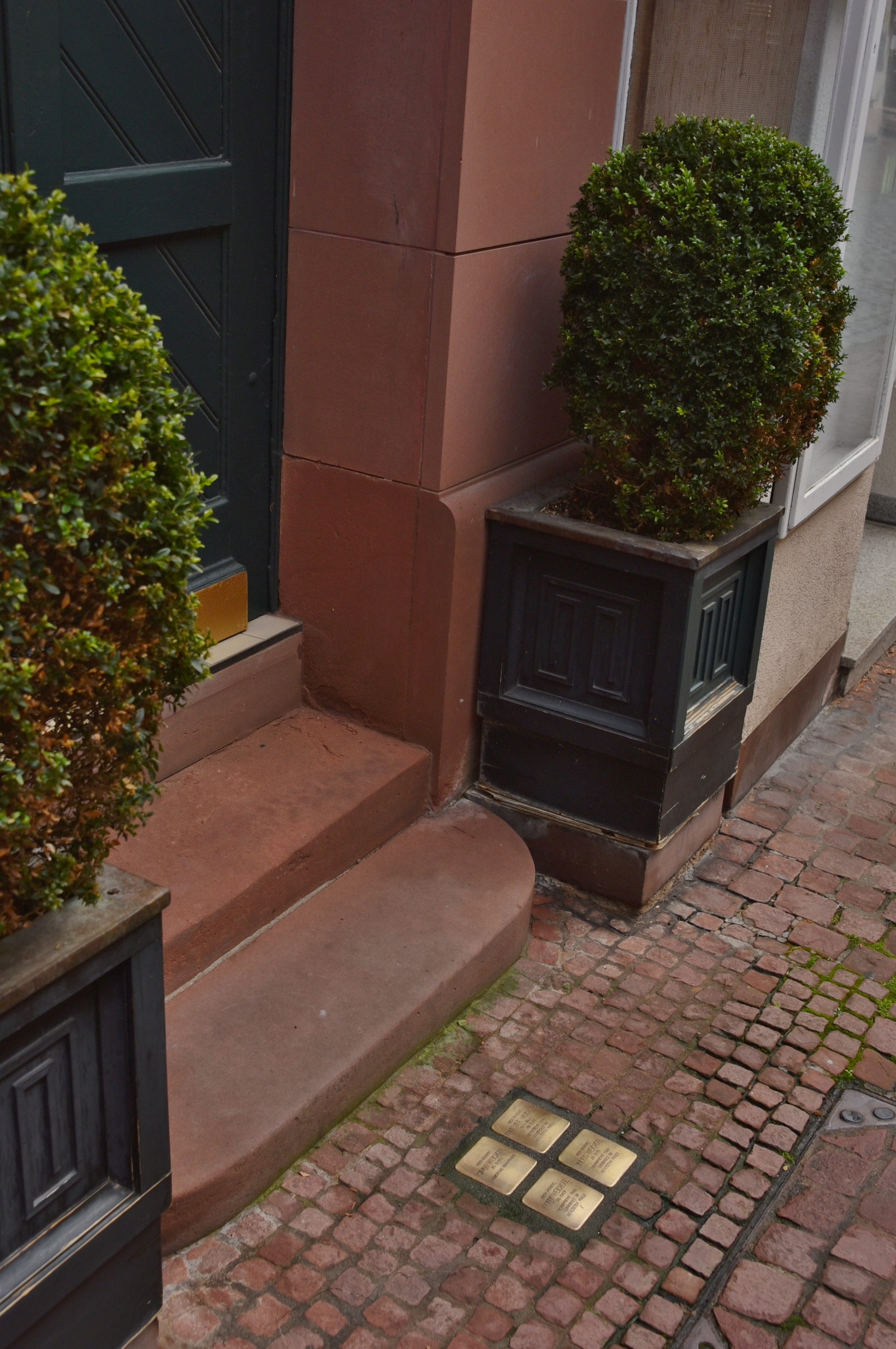
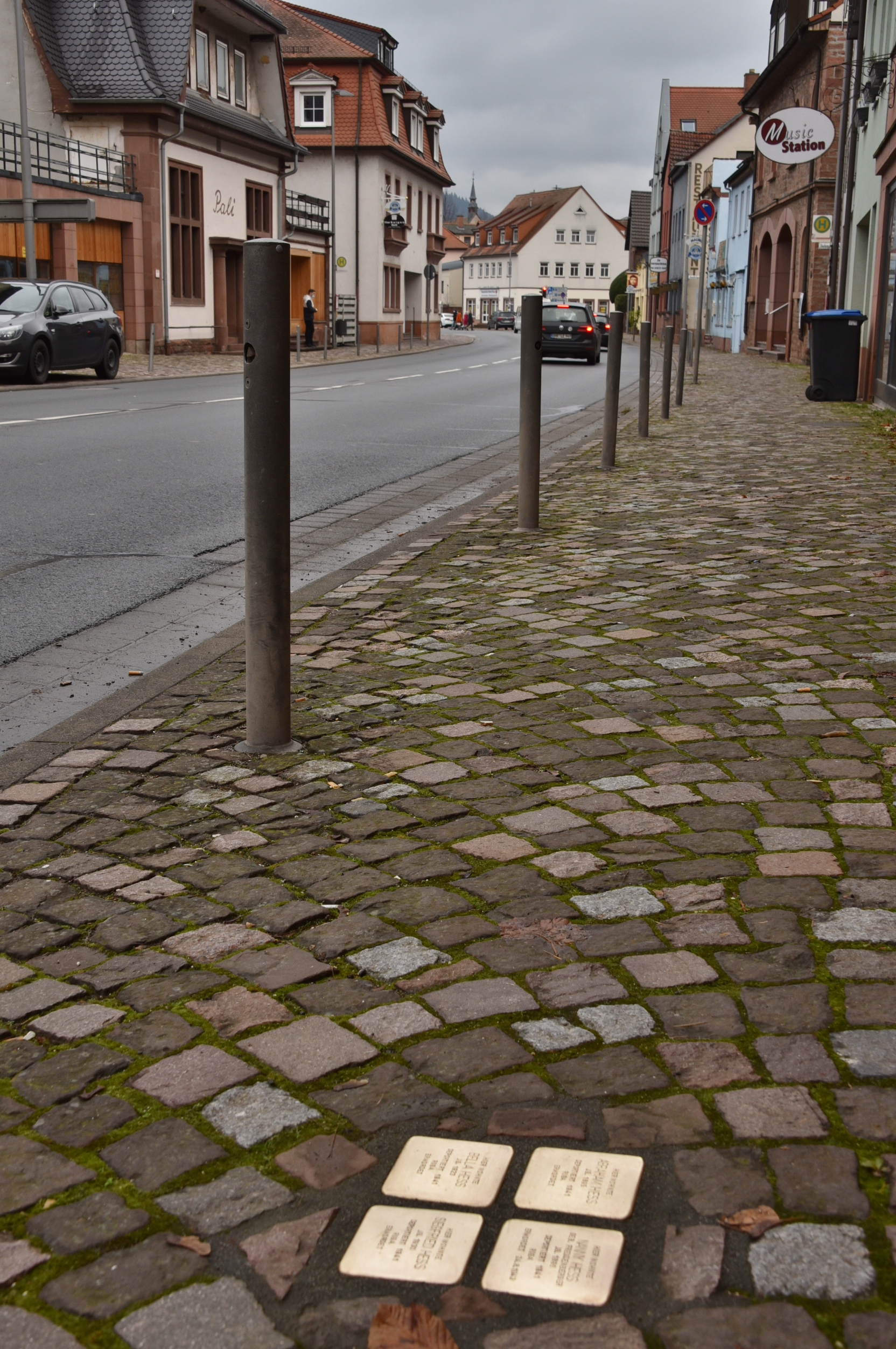
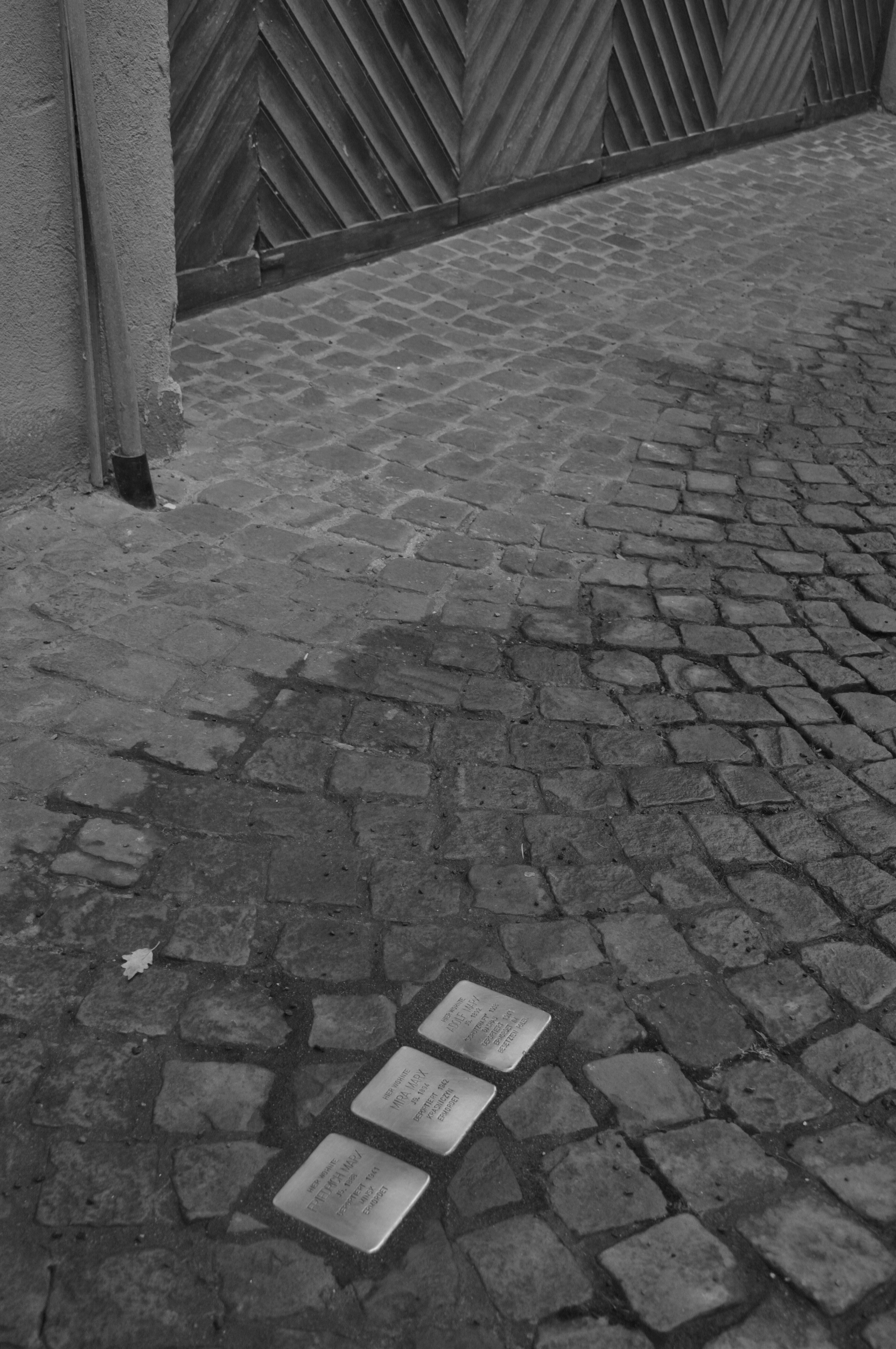
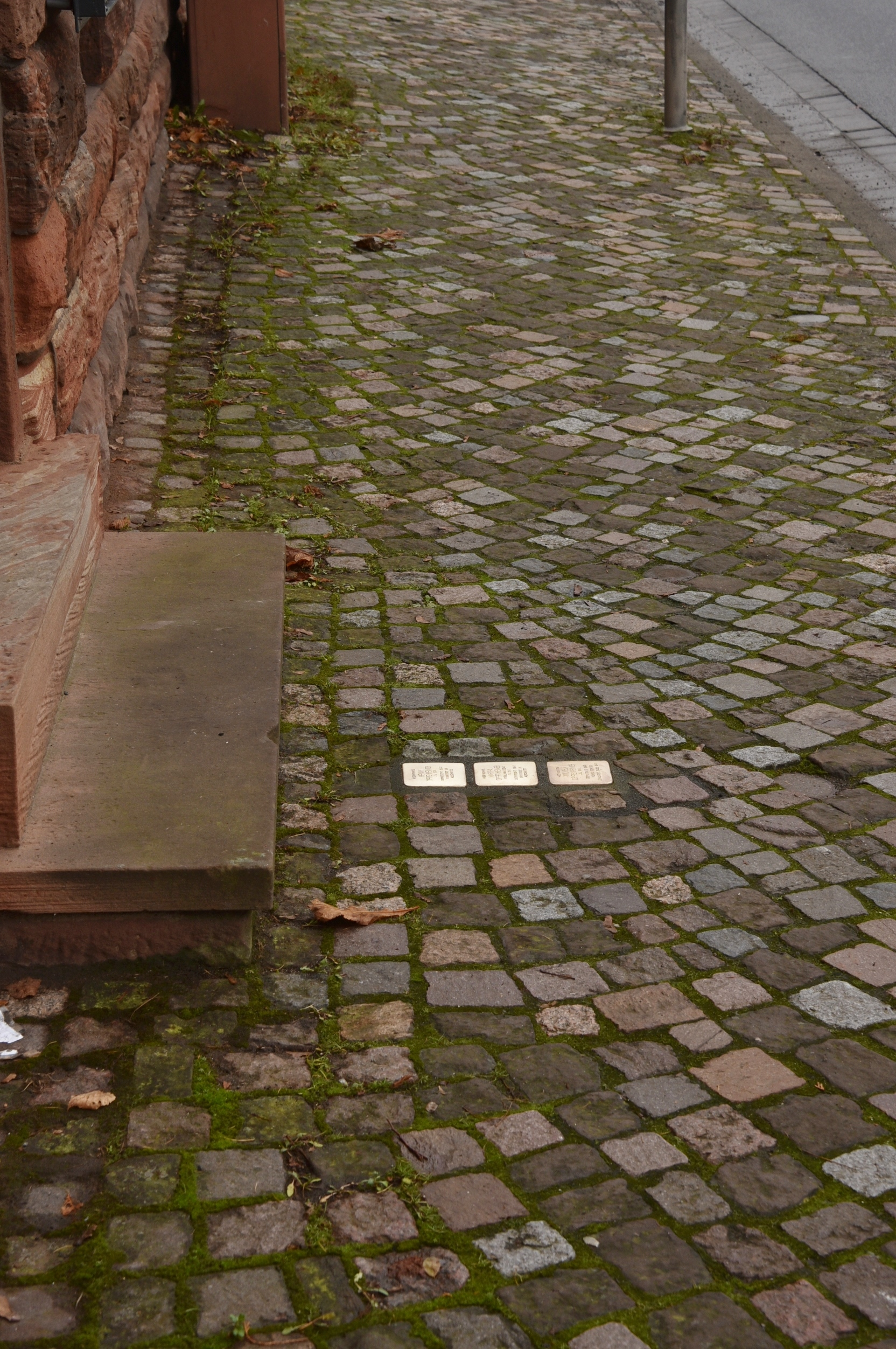

Ende 2013 wurde die Initiative „Miltenberger Stolpersteine – GEGEN DAS VERGESSEN“ gegründet. Als Wahlspruch wählte die Initiative den Satz „Nichts gehört der Vergangenheit an, alles ist Gegenwart und kann wieder Zukunft werden.“, der von Fritz Bauer (1903–1968) stammt, einem deutschen Juristen, der aufgrund seiner jüdischen Herkunft zur Emigration gezwungen war. Am 28. Januar 2015 fasste der Stadtrat von Miltenberg den Beschluss, Stolpersteine zur Erinnerung und zum Gedenken an die Miltenberger Bürger, die von NS-Regimes ermordet wurden, zu verlegen. Am 27. Mai 2016 erläuterte der Künstler in einem Vortrag das Projekt und dessen Geschichte.
Alle Verlegungen fanden unter Beteiligung von Schülern und Lehrern der Mittelschule, der Realschule und des Gymnasiums statt. Sie hatten mit ihren selbst erarbeiteten Beiträgen einen erheblichen Anteil am Gelingen der Feierlichkeiten.
- 28. Mai 2016 (neun Stolpersteine)
- 26. Juni 2017 (21 Stolpersteine)
- 3. Juli 2018 (vierzehn Stolpersteine)

Insgesamt 35 Nachfahren, Enkel, Urenkel und Ururenkel der Opfer reisten aus Großbritannien, Kanada und Israel zu den ersten beiden Verlegungen an. Die Stadtführerin Rita Geffert bietet regelmäßig einen Rundgang gegen das Vergessen an, der mit einer Bildpräsentation im Museumskeller beginnt, den Besuch der Stolpersteine umfasst und auch die Mikwe, die Synagogen und den alten jüdischen Friedhof beinhaltet.